# Ypthima baldus
Ypthima baldus es una especie de mariposa de la familia Nymphalidae, subfamilia Satyrinae, natural de la región indomalaya.

## Distribución y hábitat
Su área de distribución se extiende en la región indomalaya e incluye India, Nepal, Bután, Birmania, Singapur, Malasia, Indonesia, Myanmar, Tailandia, Laos, Corea, China, Taiwán; y Australia. Su hábitat se compone principalmente de espacios abiertos herbosos en los bordes de zonas de bosques. Su rango altitudinal oscila entre 300 y 1200 m s. n. m.

## Taxonomía
Se reconocen las siguientes subespecies:
- Ypthima baldus baldus
- Ypthima baldus aretas Fruhstorfer, 1911
- Ypthima baldus luo Huang, 1999
- Ypthima baldus hyampeia Fruhstorfer, 1911
- Ypthima baldus jezoensis Matsumura, 1919
- Ypthima baldus marshalli Butler, 1882
- Ypthima baldus moerus Fruhstorfer, 1911
- Ypthima baldus newboldi Distant, 1882
- Ypthima baldus nynias Fruhstorfer, 1911
- Ypthima baldus pasitelides Fruhstorfer, 1911
- Ypthima baldus selinuntius Fruhstorfer, 1911
- Ypthima baldus zodina Fruhstorfer, 1911